# Ruch Literacki (czasopismo)
„Ruch Literacki” – tygodnik literacki ukazujący się we Lwowie w latach 1874–1878.
Czasopismo redagował początkowo Bronisław Zawadzki, a następnie Agaton Giller i Tadeusz Żuliński. W czasopiśmie publikowali m.in.: Stefan Buszczyński, Michał Bałucki, Adam Asnyk, Władysław Bełza, Teofil Lenartowicz, Waleria Marrené, Zofia Mrozowicka.